# Pouzolzia formicaria
Pouzolzia formicaria là loài thực vật có hoa trong họ Tầm ma. Loài này được (Poepp. ex Wedd.) Wedd. miêu tả khoa học đầu tiên năm 1856.